# M 108 (галактика)
Messier 108 (англ. M 108, NGC 3556, рус. Мессье 108, другие обозначения — IRAS11085+5556, UGC 6225, ZWG 267.48, MCG 9-18-98, ZWG 268.1, KARA 469, PGC 34030) — спиральная галактика (Sc) в созвездии Большая Медведица.
Этот объект входит в число перечисленных в оригинальной редакции «Нового общего каталога».
В галактике вспыхнула сверхновая SN 1969B. Её пиковая видимая звёздная величина составила 16.